# 稲澤真人
稲澤 真人（いなざわ まさと、1982年1月22日 -）は三重県出身の日本の柔道家。現役時代は73kg級の選手。身長は175cm。組み手は左組み。得意技は大外刈。

## 経歴
柔道は6歳の時に鳥武館スポーツ少年団で始めた。鳥羽東中学から名張高校を経て天理大学へ進学すると、1年の時には全日本ジュニアの66kg級で3位になった。その後階級を73kg級に上げると、2年の時には全日本ジュニアで3位に入った。4年の時には優勝大会と体重別団体で3位となった。学生体重別では決勝で明治大学の渡辺一貴に敗れて2位だった。
2004年にはダイコロの所属となった。2005年には実業個人選手権で2位となると、講道館杯では決勝で国士舘大学の成田泰崇を破って初優勝を飾った。2006年には初開催となった東アジア選手権で優勝した。2007年にはグルジア国際で優勝するものの、体重別では決勝で了徳寺学園職員の金丸雄介に敗れた。アジア選手権では初戦で韓国の王己春に合技で一本勝ちしながら、2回戦で北朝鮮のキム・チョルスに袖釣込腰で敗れるなどして7位に終わった。北京で開催された世界団体では優勝メンバーの一員に名を連ねた。2008年の講道館杯では決勝で警視庁の金岡真司を破って、今大会3年ぶり2度目の優勝を飾った。嘉納杯では3位となった。その後は名張高校の教員になると、2014年には全国教員大会で3位となった。

## 主な戦績
- 2000年 - 全日本ジュニア 3位(66kg級)
- 2001年 - 全日本ジュニア 3位
- 2003年 - 優勝大会 3位
- 2003年 - 学生体重別 2位
- 2003年 - 体重別団体 3位
- 2005年 - 実業個人選手権 2位
- 2005年 - 講道館杯 優勝
- 2006年 - 東アジア選手権 優勝
- 2007年 - グルジア国際 優勝
- 2007年 - 体重別 2位
- 2007年 - アジア選手権 7位
- 2007年 - 世界団体 優勝
- 2008年 - 講道館杯 優勝
- 2008年 - 嘉納杯 3位

(出典、JudoInside.com)